# بارك جونغ-بن
بارك جونغ-بن (هانغل: 박정빈) هو لاعب كرة قدم كوري جنوبي في مركز نصف الجناح، ولد في 22 فبراير 1994 في بوسان في كوريا الجنوبية. لعب مع غرويتر فورت ونادي فولفسبورغ ونادي كارلسروه.

## وصلات خارجية
- بارك جونغ-بن على موقع دوري كوريا الجنوبية (الإنجليزية)
- بارك جونغ-بن على موقع قاعدة بيانات كرة القدم.إي يو (الإنجليزية)
- بارك جونغ-بن على موقع بيانات كرة القدم. دي إي (الألمانية)
- بارك جونغ-بن على موقع ليكيب (الفرنسية)
- بارك جونغ-بن على موقع Soccerway.com (الإنجليزية)
- بارك جونغ-بن على موقع عالم كرة القدم.نت (الإنجليزية)
- بارك جونغ-بن على موقع AS.com (الإسبانية)